# ظهیرالدین مرعشی
میر ظهیرالدین مرعشی (زادهٔ ۸۱۵ ق. در آمل، درگذشتهٔ ۸۹۲ ق.) نویسنده و مورخ و سیاستمدار ایرانی بود. او نویسندهٔ کتاب‌های تاریخ طبرستان و رویان و مازندران و تاریخ گیلان و دیلمستان است. وی همچنین از سیاست‌مداران فرمانروایی آل‌کیا در گیلان بوده‌است.

## خاندان
وی پسر نصیرالدین، پسر کمال‌الدین، پسر قوام‌الدین حسینی مرعشی است. پدران وی و خاندانش در آمل و ساری و دیگر نواحی مازندران حکومت داشته‌اند، از جمله نیای وی میربزرگ که مؤسس سلسلهٔ مرعشیان بوده‌است. خود وی نیز از طرف کارکیا سلطان محمد، پادشاه گیلان، عهده‌دار سرداری سپاه و امارت سیاکله‌رود بود و لشکرکشی‌هایی را به مناطق مختلفی همچون آمل و اردبیل برعهده داشته.

## کتب
مهم‌ترین اثر ظهیرالدین تاریخ طبرستان و رویان و مازندران است که در سال ۸۸۱ به نام کارکیا میرزاعلی، پایان رسیده‌است. نثر این کتاب روان و ساده و حتی می‌توان گفت عامیانه و همراه با غلط‌های املایی و انشایی است. مؤلف گاه اصطلاحات و مثل‌های تبری به کار برده‌است. او از آیات و احادیث نیز برای بیان رویدادهای تاریخی بهره جُسته.
از دیگر آثار ظهیرالدین نیز «تاریخ گیلان و دیلمستان» است که در باب تاریخ گیلان و به خواست کیاییان نوشته شده‌است. همچنین کتاب دیگری تحت نام «تاریخ گرگان و ری» از وی نام برده شده که ظاهراً اثری از آن باقی نمانده‌است.